# 佩普頓 (科羅拉多州)
佩普頓（英語：Papeton）是位於美國科羅拉多州艾爾帕索縣的一個非建制地區。該地的面積和人口皆未知。

## 地理
佩普頓的座標為38°52′35″N 104°48′07″W / 38.87639°N 104.80194°W，而該地的平均海拔高度為1875米（即6184英尺）。